# マルクス・エリエゼル・ブロッホ

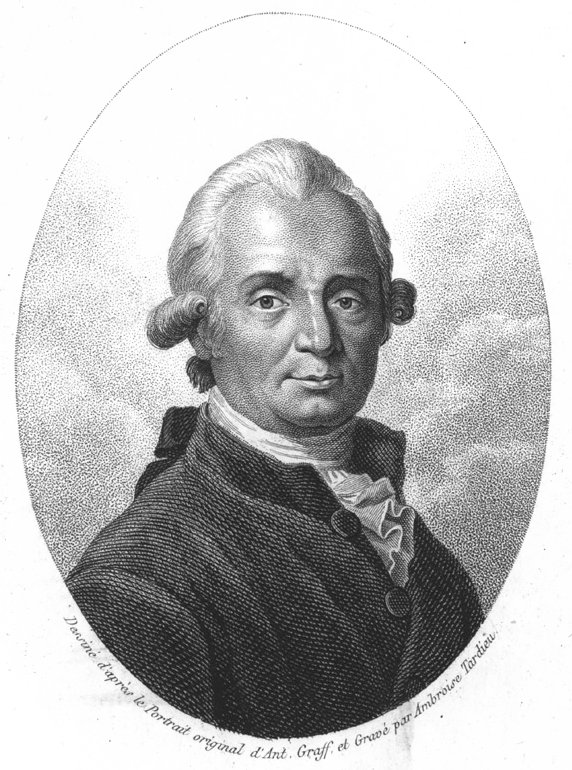
Marcus Élieser Bloch

マルクス・エリエゼル・ブロッホ（Marcus Élieser Bloch 、1723年 - 1799年8月6日）は、ドイツの医師、博物学者である。18世紀の最も重要な魚類学者とされている。

## 生涯
アンスバッハに生まれた。両親は貧しいユダヤ人で、教育を受けることができず、19歳になってもドイツ語を読むことができなかった。ハンブルクの医者の家で、ヘブライ語の教師として雇われたことで、ドイツ語やラテン語や解剖学を学ぶことができた。自然科学の興味に目覚め、親戚をたよってベルリンに移り、熱心に自然科学を学ぶようになった。医学の学位を得た後、ベルリンに住み、医師となって、博物学の標本や文献を集めた。最初に書いた論文は動物の寄生虫に関するもので、コペンハーゲン科学アカデミーから賞を受けた。
博物学、比較解剖学、生理学の多くの分野で多くの論文を書き、各国の学会に加盟した。主著は『魚類の一般自然史』（"Allgemeine Naturgeschichte der Fische"）で1782年から出版され1795年まで12巻が刊行された。図版は科学的であるだけでなく美術的な価値のあるものだった。最初の3巻はドイツの魚類とその利用法について記述され、残りは当時知られていた世界の魚類を扱った。標本はインドなどへ赴いた宣教師、クリストフ・サミュエル＝ジョン（Christoph Samuel John）らによって集められたものもある。最初の巻は自費で出版したが、その後、ベルリンの上流階級の人々から寄付を受けた。晩年は健康を損ない、療養先のカールスバートで死去した。
ヨハン・ゴットロープ・テアエヌス・シュナイダーとともに、『110の画像付分類魚類学』（"Systema ichthyologiae iconibus CX illustratum" ）の刊行を始めたが完成することはなかった。ブロッホの標本はベルリン動物博物館（現在のフンボルト博物館）に収められ、博物館の最も古いコレクションでもあり、18世紀最大の魚類標本のコレクションである。
ニザダイ科のAcanthurus blochiiなどに命名されている。

## 著書
- Sein Hauptwerk ist die „Allgemeine Naturgeschichte der Fische“ Berlin 1782-95, 12 Bde. mit 432 farbigen Kupfern, lange Zeit das einzige umfassende Werk über jene Tierklasse und noch jetzt wertvoll (ins Französische übersetzt von Laveaux, das. 1785, 6 Bde.). doi:10.5962/bhl.title.63303 doi:10.5962/bhl.title.46381
- Unvollendet hinterließ er das „Systema ichthyologiae iconibus CX illustratum“, das J. G. Schneider (Berlin 1801) herausgab. doi:10.5962/bhl.title.5750 doi:10.5962/bhl.title.58288
- Abhandlung von der Erzeugung der Eingeweidewürmer und den Mitteln wider dieselben. Siegismund Friedrich Hesse, Berlin 1782 doi:10.5962/bhl.title.62139